# Sporn (Reiten)

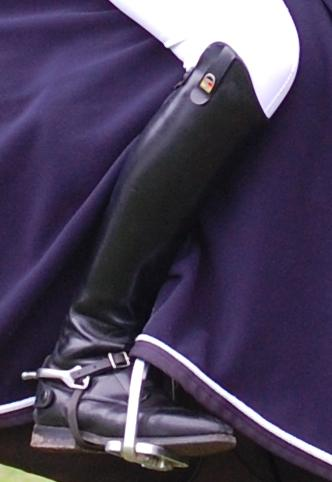
Englische Reitweise

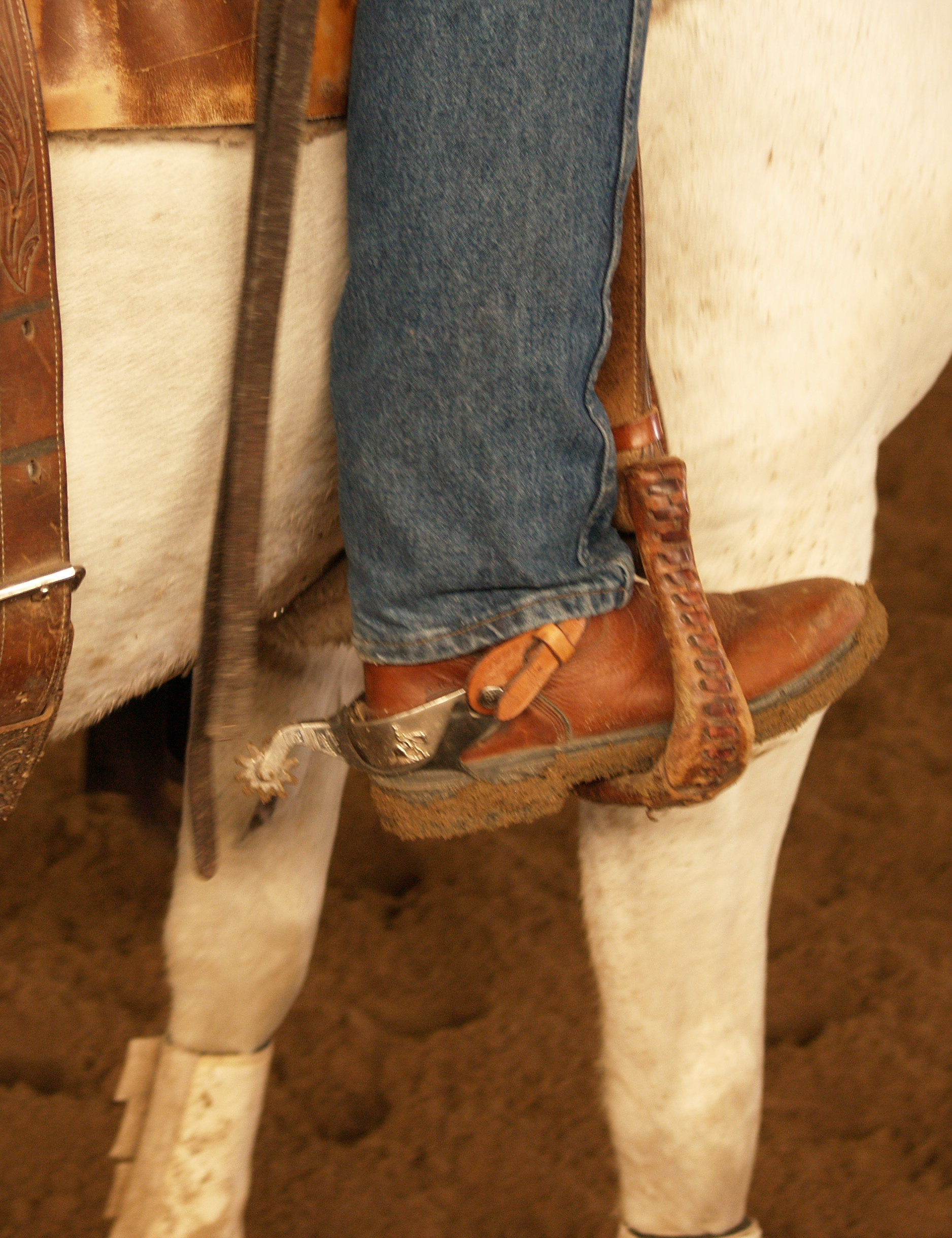
Westernreiten

Sporen (Sing.: der Sporn) sind am Reitstiefel befestigte gebogenes Metalldornen, die beim Reiten eingesetzt werden, um die Schenkelhilfen zu verfeinern. Mit Sporen ist eine präzisere Signalgebung möglich als mit dem großflächigen und dadurch eher diffusen Schenkeldruck.
Goldene Sporen waren ein Zeichen der Ritterwürde. Häufig erscheinen sie als Ritterinsignien auf Grabsteinen und in Wappen.

## Beschaffenheit
Die Länge der Sporen variiert von 5 mm bis zu mehreren Zentimetern und hängt von der Reitweise und dem Größenverhältnis von Pferd und Reiter ab.
Bei sehr langen Beinen bietet sich die Verwendung sogenannter Schwanenhalssporen an, bei denen der Dorn in einem schwanenhalsartigen Doppelknick nach oben geführt wird, um das Berühren des Pferdes ohne Hochziehen der Ferse zu gestatten. Bei der Englischen Reitweise bzw. beim Dressurreiten liegen die Unterschenkel am Sattelgurt. Hier kommen meist Sporen mit kurzem Dorn zum Einsatz, der im Fersenbereich des Reitstiefels getragen wird. Es werden auch Rädchensporen eingesetzt. Die Rädchen stehen nur wenige Millimeter über den Dorn heraus, die Zacken sind abgerundet oder fehlen ganz.
Im Westernreiten wird mit ausgestreckten Beinen geritten. Hier verwendet man die üblicherweise längeren Sporen mit Sternrädern (Räder mit abgestumpften Zacken), die am Absatz der Westernstiefel befestigt werden. Bei Westernturnieren gehören diese Sternsporen zur geforderten Standardausrüstung. Im Gegensatz zur landläufigen Meinung wirken Sporen umso sanfter, je größer das Rad ist, da ein größeres Rad leichter am Pferdekörper abrollt. Die manchmal in Westernfilmen gezeigten Sporen mit großen Rädern sind also nur dann besonders scharf, wenn sie auseinander stehende, spitze Zacken haben.
In der Vergangenheit, beispielsweise von Rittern, wurden auch Sporen mit scharfen Zacken eingesetzt. In Südamerika trifft man solche zuweilen noch heute an. In Europa und Nordamerika sind solche Sporen nicht gebräuchlich und auf Turnieren nicht zugelassen.
Je nach Befestigung am Stiefel unterscheidet man fix befestigte Anschlagsporen und Anschnallsporen, die mit einem Riemen angeschnallt werden. Es gibt auch Sporen die angesteckt werden.
Kastensteigbügel werden in der iberischen Reitweise teilweise anstelle von Sporen verwendet.

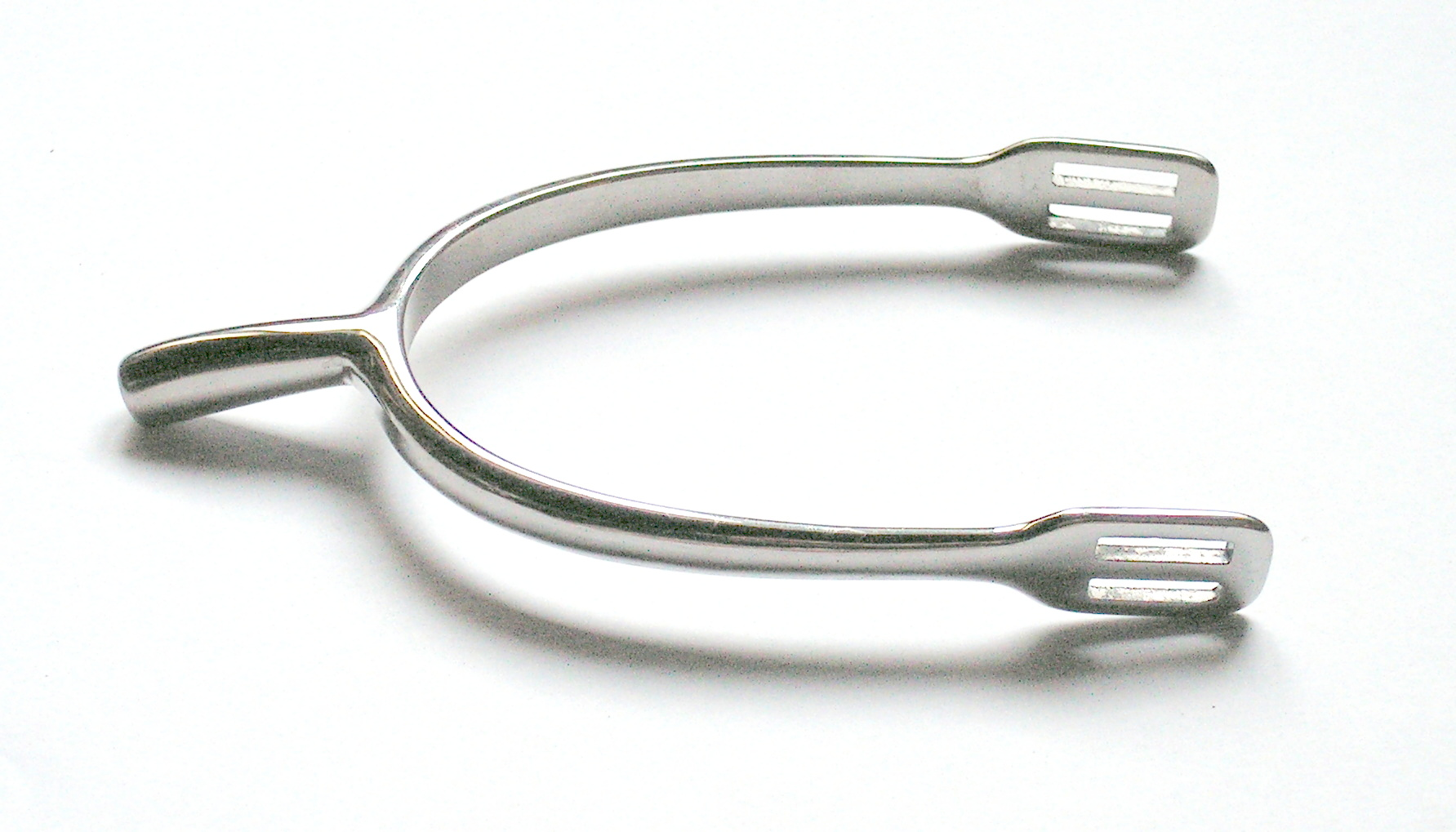
Sporn mit Dorn (Englische Reitweise)
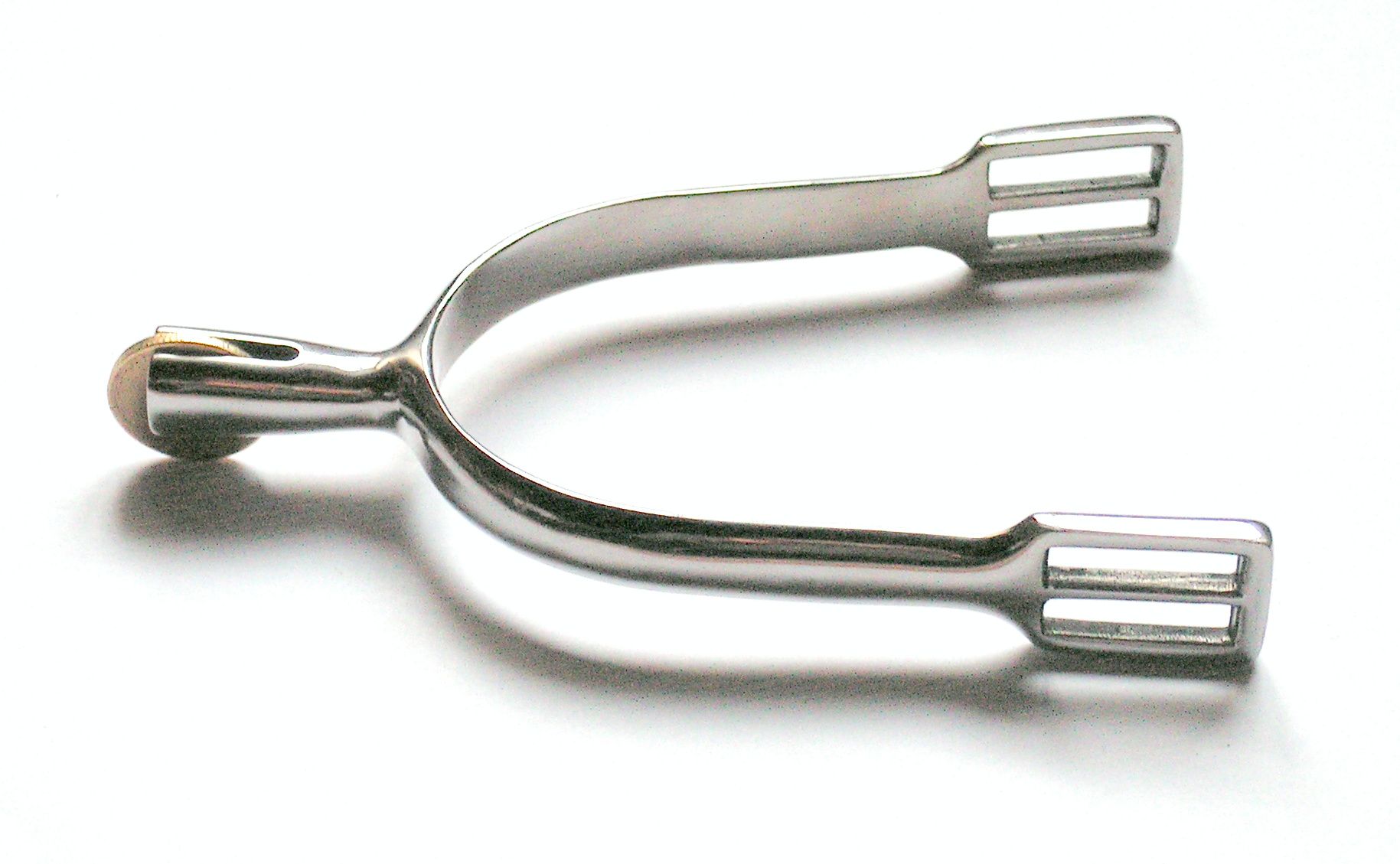
Sporn mit Rad ohne Zacken
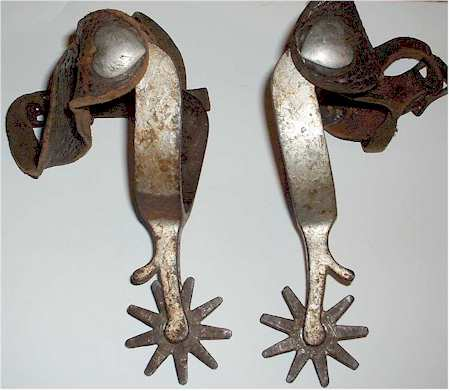
Sporen mit Sternrad (Westernreiten)
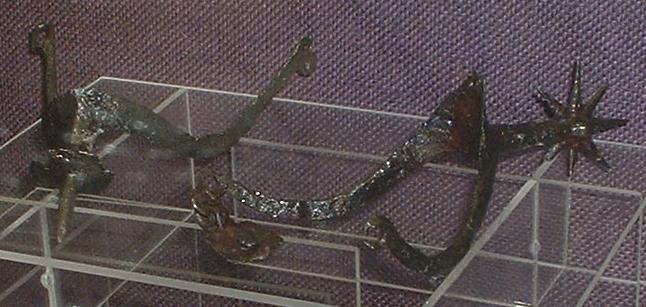
Mittelalterliche Sporen

## Verwendung
Sporen werden am Bauch eingesetzt. Das Pferd ist an diesen Stellen sehr empfindlich. Die korrekte Verwendung von Sporen ist daher nur bei fortgeschrittenem Reiten möglich, da es bei einem ungefestigten Sitz und unruhigen Beinen zu ständigem ungewollten Sporeneinsatz kommt, der das Pferd irritiert. Es entstehen dann „Sporenlöcher“ im Fell oder sogar Verletzungen der Haut. Auch das Pferd muss entsprechend ausgebildet werden, damit es die Sporenhilfen richtig interpretieren kann.
Sporen verfeinern die Hilfen des Reiters, indem ein kurzer, präziser Impuls gesetzt wird. Dieser kann die Hinterhand aktivieren und in der Ausbildung helfen, das Abfußen zu verbessern. Dazu wird der Sporn kurz hinter dem Gurt eingesetzt. Sobald das Pferd entsprechend reagiert, soll der Einsatz der Sporen unterlassen werden (negative Verstärkung). Eine kurze deutliche Hilfe, auf die eine Reaktion folgt, ist hierbei zielführender als ein regelmäßiges dumpfes (abstumpfendes) Klopfen der Ferse am Pferdebauch. Sporen sind nicht geeignet, um ein triebiges Pferd vorwärts zu reiten.
In der klassischen Dressur wird der effet d’ensemble gelehrt. Der effet d’ensemble wirkt versammelnd, also eher bremsend. Dazu werden die Sporen so weit wie möglich vorne, unmittelbar hinter dem Gurt eingesetzt. Bei einem gut ausgebildeten Paar genügt bereits die Schenkeldrehung, die notwendig ist, um die Sporen an das Pferd zu bringen, um das Pferd zu versammeln.
Der Einsatz von Sporen als Zwangsmittel wird von den gängigen Reitweisen abgelehnt. Der Missbrauch von Sporen als Zwangsmittel sowie deren übermäßiger Gebrauch ist sowohl auf internationalen FEI-Turnieren als auch auf nationalen Turnieren nicht erlaubt.

## Redensart
Die Redensart „sich die Sporen verdienen“ geht auf den Brauch zurück, dass ein mittelalterlicher europäischer Knappe bei seiner Weihe zum Ritter (Ritterschlag) als Zeichen seiner Ritterwürde ein Paar Sporen erhielt. Diese dienten zusammen mit dem Schwert als offizielles Erkennungsmerkmal des Ritterstandes. Doch mussten diese Insignien erst durch die persönliche Bewährung in einer Schlacht oder einem Turnier (Buhurt, Tjost) „verdient“ werden.
Heute muss man sich die Sporen durch Können verdienen, da Sporen erst verwendet werden dürfen, wenn eine ruhige und korrekte Schenkellage, sowie die unabhängige Hilfengebung in allen Situationen beherrscht werden.

## Sporen in der Heraldik
Sporen sind in der Heraldik eine gemeine Figur und werden im Wappen durch eine U-förmigen Gabel mit Sporenrädlein dargestellt. Alle heraldischen Tinkturen sind möglich, aber die Metalle Gold und Silber werden bevorzugt. Selten sind mehr als zwei Sporen im Wappen. Eine heraldische Durchdringung ist nicht gegeben, sodass jede Lage im Wappen oder Feld beschrieben werden sollte.

Rygge
Le Mesnil-le-Roi